# Masafumi Arima
Masafumi Arima (有馬 正文, Arima Masafumi) (25 septembre 1895 - 15 octobre 1944) est un vice-amiral de la marine impériale japonaise. En tant que pilote, il est parfois crédité d'avoir effectué la première attaque kamikaze, bien que des rapports officiels signalent que ce fait a pu être inventé à des fins de propagande.

## Biographie
Arima est né dans le village d'Ijuin (actuelle ville d'Hioki) dans la préfecture de Kagoshima. Il sort diplômé de la 43e promotion de l'académie navale impériale du Japon en 1915. Il est classé 33e sur une classe de 96 cadets. En tant qu'aspirant, il est affecté sur le croiseur Iwate lors son voyage de formation parti de Sasebo et passant à Chemulpo, Dairen, Chinkai, Maizuru et Toba. Il reste sur l'Iwate pendant son voyage l'année suivante à Hong Kong, Singapour, Fremantle, Melbourne, Sydney, Wellington, Auckland, Jaluit, Ponape, et Truk. De retour au Japon, il est nommé enseigne sur le cuirassé Shikishima (en).
Promu lieutenant, il sert successivement sur le destroyer Uzuki, les cuirassés Suwo et Kongō, le destroyer Ashi (en), le croiseur Izumo, et le cuirassé Hiei. Il retourne ensuite à l'école, et sort diplômé de la 26e promotion de l'école navale impériale du Japon en 1928 et est promu capitaine de corvette. Après avoir servi comme officier en chef de l'artillerie sur le cuirassé Haruna et le croiseur Asama, Arima reçoit son premier commandement le 1er décembre 1937 avec le transporteurs d'hydravions converti Kamikawa Maru. Il est également promu capitaine la même année.
Arima dirige plusieurs bases navales au Japon de 1938 à 1942 et est posté comme capitaine sur le porte-avions Shōkaku le 25 mai 1942. Il participe à son bord à la bataille de Guadalcanal, la bataille des Salomon orientales, la bataille des îles Santa Cruz, et la bataille navale de Guadalcanal.

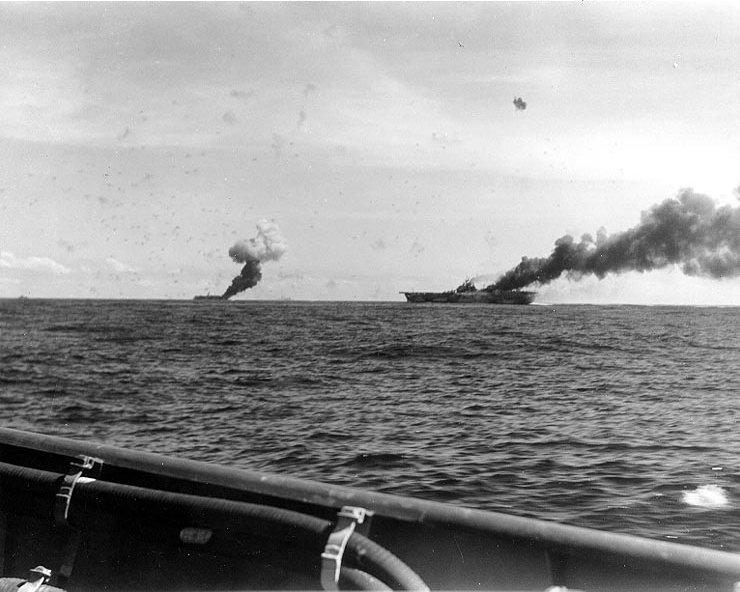
L'USS Bois Belleau (à gauche) et le Franklin frappés par des kamikazes le 30 octobre 1944.

Arima est promu contre-amiral le 1er mai 1943. Il reçoit un commandement de combat le 9 avril 1944 et est affecté dans la 26e flottille aérienne basée à la base aérienne Clark sur l'île philippine de Luçon. Après la bataille du golfe de Leyte, à une date imprécise comprise entre les 13 et 26 octobre (les rapports varient), Arima mène personnellement une attaque aérienne sur la Task Force 38 américaine durant la bataille aérienne de Formose. Avant de décoller avec son bombardier bimoteur Mitsubishi G4M, il retire ses décorations et autres insignes, et déclare son intention de ne pas revenir vivant. Bien qu'Arima ne fut effectivement pas revenu, et que des dommages aient été infligés au porte-avion USS Franklin de la classe Essex, il n'est pas certain qu'il s'agissait d'une attaque suicide, et certains rapports indiquent qu'aucun appareil de la formation d'Arima n'a rejoint ses cibles.
D'autres sources prétendent que la première attaque kamikaze s'est déroulée un mois plus tôt. Le 12 septembre 1944, un groupe de pilotes du 31e escadron de chasseurs, basé sur l'île philippine de Negros, décide de lancer une attaque suicide le lendemain matin. Le premier-lieutenant Takeshi Kosai et un autre sergent sont sélectionnés. Deux bombes de 100 kg chacune sont installées dans deux chasseurs qui décollent le 13 septembre juste avant l'aube, déterminés à s'écraser sur des porte-avions. Ils ne reviendront jamais mais aucun rapport ne fait état d'un appareil ennemi frappant un navire américain ce jour-là.
À la suite de la bataille, cependant, Arima est crédité par la marine impériale japonaise de l'introduction de la pratique des attaques kamikaze, et est montré comme un héros dans la presse des gouvernements pro-japonais.
Arima est promu vice-amiral à titre posthume. Sa tombe se trouve au temple Kozai-ji dans sa ville natale d'Hioki.